# Thoisy-la-Berchère
 Thoisy-la-Berchère  là một xã thuộc tỉnh Côte-d’Or trong vùng Bourgogne miền đông nước Pháp.